# أوسكار سيغيتي
أوسكار سيغيتي (بالمجرية: Szigeti Oszkár)‏ (مواليد 10 سبتمبر 1933) هو لاعب كرة قدم. يلعب مع منتخب المجر لكرة القدم. سبق له أن لعب في كأس العالم لكرة القدم مع منتخب بلاده.

## روابط خارجية
- أوسكار سيغيتي على موقع الاتحاد الدولي (مؤرشف)  (الإنجليزية)
- أوسكار سيغيتي على موقع قاعدة بيانات كرة القدم.إي يو (الإنجليزية)
- أوسكار سيغيتي على موقع ناشيونال فوتبول تيمز (الإنجليزية)